# Barkham
Barkham är ett härad i den tibetanska autonoma prefekturen Ngawa i Sichuan-provinsen i sydvästra Kina, omkring 230 kilometer nordväst om provinshuvudstaden Chengdu. 
Det har en övervägande etnisk tibetansk befolkning. Häradet består av tre köpingar och 11 socknar. Huvudort i häradet är Barkhams köping. 